# هنري ماير (لاعب كرة قاعدة)
هنري ماير (بالإنجليزية: Henry Meyers)‏ هو لاعب كرة قاعدة أمريكي، ولد في 1860 في فيلادلفيا في الولايات المتحدة، وتوفي في 28 يونيو 1898 في هاريسبرج في الولايات المتحدة.

## وصلات خارجية
- هنري ماير على موقعبيزبول رفرنس.كوم (الدوري الرئيسي) (الإنجليزية)